# Dumnorige

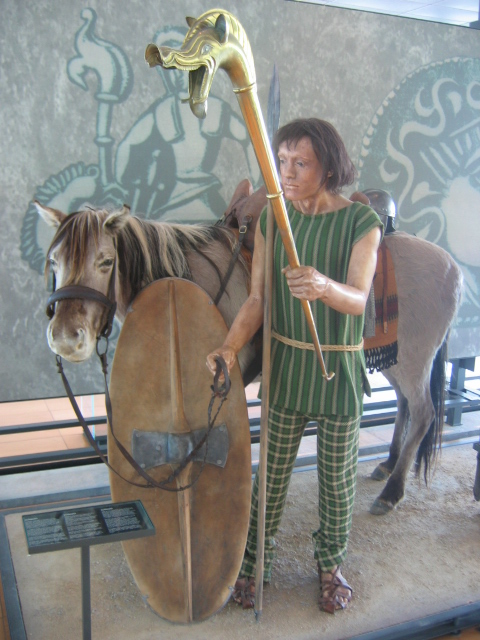
Il gallo Dumnorige in una ricostruzione a Bibracte.

Dumnorige (latino: Dumnorix, che in una moneta compare come Dubnoreix; 100 a.C. circa – 54 a.C.) è stato un principe gallo, capo della tribù degli Edui, popolazione celtica della Gallia Lugdunense, stanziata lungo l'odierna regione francese compresa tra il fiume Saona ed il fiume Loira. Il suo nome, composto dagli antichi termini gallici dubno-, 'mondo', e -rix 're', significa letteralmente 're del mondo'.

## Biografia
Visse nel I secolo a.C., al tempo della conquista della regione da parte di Gaio Giulio Cesare. Si oppose strenuamente all'alleanza con i romani. Insieme a Orgetorige degli Elvezi e a Castico dei Sequani, avrebbero cospirato, secondo il De bello Gallico di Cesare, per impossessarsi del potere. Per rinsaldare questa triplice alleanza, Orgetorige gli diede in sposa sua figlia. La cospirazione di Orgetorige fu però scoperta dagli Elvezi che fermarono il loro capo ma non desistettero dal proposito di migrare.
Nel 58 a.C., Dumnorige convinse i Sequani a concedere il passaggio nel loro territorio agli Elvezi, che avevano deciso di migrare dai loro territori in altre zone. Ma Cesare, appena eletto governatore della Gallia Narbonense, si oppose con la forza delle armi a questa migrazione, chiedendo tra l'altro agli Edui, alleati di Roma, di pensare ai rifornimenti per i suoi legionari. L'ordine-richiesta non fu accettato di buon grado dalla tribù gallica. Intanto Lisco, vergobretus degli Edui, rivelò a Cesare che era stato l'influente e popolare Dumnorige a provocare il ritardo dei rifornimenti. Nonostante altri problemi da lui creati a Cesare, il generale romano non prese provvedimenti, ma si limitò a far controllare l'eduo, grazie all'intercessione del fratello Diviziaco, che aveva buone relazioni con Cesare e i Romani.
Dumnorige continuò a brigare alle spalle di Cesare e nel 54 a.C. fu tra i nobili gallici che Cesare propose di portare con lui come ostaggi durante la sua seconda spedizione militare in Britannia per evitare che in sua assenza scoppiassero rivolte in Gallia. Dumnorige disse che l'intenzione del romano era di uccidere lui e gli altri leader, dopodiché scappò dal campo romano con la cavalleria edua. Cesare lo fece allora inseguire dal resto della sua cavalleria. Dumnorige fu ucciso e i suoi uomini tornarono al servizio dell'esercito romano.

## Il suo nome
Il suo nome è composto da dumno-, che significa mondo e dal suffisso -rix, che andrebbe etimologicamente collegato al rex latino e al reich tedesco. Visto che è un suffisso molto diffuso tra i galli, è probabile che sia un suffisso aristocratico. Il suo nome, in gallico, significherebbe dunque re del mondo.